# Antoine Sicotte
Pour les articles homonymes, voir Sicotte.
Antoine Sicotte, né à Montréal le 2 avril 1972, est un musicien, compositeur, gastronome et chef cuisinier québécois.
Cofondateur du duo pop rock Sky (en) et rockeur rebelle[Quoi ?], passionné de guitares vintage, ce chef cuisinier autodidacte et explorateur culinaire, est le fils de l'acteur Gilbert Sicotte.

## Biographie
Pendant son enfance, il observe son père cuisiner et s'intéresse à l'art culinaire, mais c'est vers la musique qu'il l'occupe en premier lieu. Autodidacte, il devient musicien sur scène et en studio. En 1992, il forme le duo pop rock Sky avec son ami James Renald. En 1997, le lancement de leur premier single sous l'étiquette Phat Royale est un succès. Plus de 43 stations de radio du Québec diffusent bientôt les chansons du groupe. La même année a lieu la sortie du premier vidéoclip pour la chanson America. En 1998, Sky signe avec la compagnie de disques EMI Canada. C'est le début de l’enregistrement de l’album produit par Peter Mokran (Maxwell, R. Kelly, Michael Jackson) et Euro-Syndicate Productions. Le guitariste Wah-Wah Watson est présent sur l’album à titre d’artiste invité. La même année, le groupe sort le single Some Kind of Wonderful.
Le lancement en 1999 du premier album avec EMI est une réussite. Piece of Paradise se classe au sixième rang du palmarès canadien dès sa sortie, ce qui constitue le meilleur départ pour un artiste canadien à ce jour. Il est certifié double platine. La chanson Some Kind of Wonderful connaît un succès international : il se classe parmi les dix premiers singles au Canada et en Asie et devient numéro 1 en Thaïlande. Le second extrait, Love Song, décroche la première place du Top 40 canadien, ce qui vaut à Sky un prix de la SOCAN. La formation décroche sept nominations lors du gala des MuchMusic Video Awards. Sky signe avec la compagnie de disques Arista Records aux États-Unis, au Royaume-Uni et au Japon. Sky se retrouve en tournée en Europe (Finlande, Danemark) et en Asie (Thaïlande, Malaisie, Corée du Sud, Japon). Le duo fait la première partie de Britney Spears lors de sa tournée canadienne.
En 2000, Sky remporte le prix Juno du meilleur nouveau groupe de l’année. Anastasia Friedman remplace James Renald au sein du duo. Le groupe lance le single Superhero et l’album Travelling infinity. L'année suivante, le single You devient numéro 1 au Canada. Le vidéoclip de la chanson You remporte le prix du meilleur vidéoclip dance. Sky remporte aussi un deuxième prix de la SOCAN.
En parallèle, Antoine Sicotte se consacre de plus en plus à la réalisation d'album. Il travaille notamment sur l’album Etc… de Gabrielle Destroismaisons, ce qui vaut à cette dernière le Félix révélation de l’année lors du gala de l'ADISQ de 2001. Antoine Sicotte remporte le Félix du réalisateur et arrangeur de l’année.
En 2003, Anastasia Friedman est à son tour remplacée par Karl Wolf au sein de la formation Sky. Le lancement du troisième album de Sky, intitulé Picture Perfect, est un gros succès au Canada. Le groupe est dissous en 2005. Le succès de Sky aura permis à Antoine Sicotte de partir en tournée en Europe et en Asie, lui donnant de multiples occasions de découvrir dans la foulée des cuisines exotiques.
De 2003 à 2009, il collabore avec la Star Académie. Il compose, arrange et réalise les pièces qui se retrouvent sur les quatre albums de Star Académie parus à ce jour. Les albums se vendent à plusieurs centaines de milliers d’exemplaires : Star Académie 2003, 500 000 exemplaires ; Star Académie 2004, 350 000 exemplaires ; Star Académie 2005, 300 000 exemplaires.
En 2009, inspiré par ses voyages, il publie son premier livre de cuisine, Le Cuisinier rebelle, lauréat de plusieurs prix prestigieux à l’international et première étape d'un parcours qui lui permet de devenir une nouvelle star du monde culinaire. Après avoir donné un souffle nouveau aux amuse-gueules, hors-d’œuvre, tapas et autres bouchées dans son deuxième livre à succès Le Cuisinier rebelle : Amuse-gueules, et secoue les traditions avec Mixologies, le guide rebelle pour des cocktails frais qui sortent de l’ordinaire. Peu après, Zeste, la première chaîne culinaire francophone au Canada, fait d’Antoine Sicotte l’animateur d'une émission de cuisine, Le Cuisinier rebelle, diffusée pour la première fois le 23 mars 2010 qui obtient un succès qui se confirme année après année, et suivie de Cuisinier rebelle prend l’air, nouvelle émission qui mélange cuisine et voyages, dans laquelle le chef globe-trotter propose des aventures culinaires et des destinations gastronomiques exotiques.

## Publications
- Le Cuisinier rebelle, 2009.
- Le Cuisinier rebelle : Mixologie, 2011.
- Le Cuisinier rebelle : Amuse-gueules, 2012.
- Le Cuisinier rebelle en feu, 2014.